# Magnolia yunnanensis
Magnolia yunnanensis là một loài thực vật có hoa trong họ Magnoliaceae. Loài này được (Hu) Noot. mô tả khoa học đầu tiên năm 1985.